# Bogoria Górna
Bogoria Górna [pronunciación en polaco: /bɔˈɡɔrja ˈɡurna/] es un pueblo ubicado en el distrito administrativo de Gmina Zduny, dentro del condado de Łowicz, voivodato de Łódź, en el centro de Polonia. Se encuentra a unos 4 kilómetros al suroeste de Zduny, a 12 kilómetros al oeste de Łowicz, y a 44 kilómetros al noreste de la capital regional Łódź.